# Американский экспедиционный корпус «Сибирь»
Американский экспедиционный корпус «Сибирь» (англ. American Expeditionary Force Siberia, AEF Siberia) — экспедиционный корпус армии США, принимавший участие в интервенции союзников в Сибири и на Дальнем Востоке во время Гражданской войны в России с августа 1918 по 1 апреля 1920 года.

## Предыстория
Сразу после Октябрьской социалистической революции, в ходе которой к власти пришли большевики, был объявлен «Декрет о мире» — и, в результате заключенного между ленинским правительством и Германией Брестского мирного договора, советская Россия вышла из Первой мировой войны. 3 декабря 1917 года собралась специальная конференция с участием США, Великобритании, Франции и союзных им стран, на которой было принято решение о разграничении зон интересов на территориях бывшей Российской империи и установлении контактов с национально-демократическими правительствами. Не имея достаточно войск, Великобритания и Франция обратились к США с просьбой о помощи. Вопреки совету военного министерства, президент Вудро Вильсон откликнулся на это обращение и отправил американские войска в Россию.

## Интервенция
Американские силы на Дальнем Востоке составляли 7950 человек под командованием генерал-майора Уильяма Грейвса. Это были 27-й и 31-й (4987 человек) полки Армии США, а также подразделения 310-го инженерно-сапёрного полка, военно-транспортные подразделения, медицинский батальон и полевой госпиталь, вместе с большим количеством добровольцев из 13-го и 62-го полков. Американцы начали прибывать во Владивосток с 16 августа 1918 года. Грейвс объявил, что он будет проводить политику «невмешательства во внутренние дела России» и «полного нейтралитета», то есть одинакового отношения к Русской армии и красным партизанам. По межсоюзническому железнодорожному соглашению американцам были назначены для охраны участки Транссибирской магистрали от Владивостока до Уссурийска и в районе Верхнеудинска.
После колчаковского переворота 18 ноября 1918 года генеральный консул США Эрнест Гаррис открыто поддержал А. В. Колчака. Однако Грейвс не оказал Колчаку помощи и поддержки, закрывая глаза на собрания просоветских рабочих Сучанских копий, а осенью 1919 года даже не пропустил к нему закупленную за границей партию оружия. Одновременно генерал критиковал собственный «Красный крест», помогавший адмиралу. С другими белогвардейцами отношения у американцев также не сложились. Части атамана Семёнова, ориентировавшегося на Японию, Грейвс называл «бандитскими казачьими шайками», а самого Семёнова «убийцей, грабителем и самым беспутным негодяем».
Несмотря на то, что американцы избегали участия в боях на той или иной стороне, без потерь среди солдат корпуса не обошлось. Когда железные дороги, охраной которых занимались американцы, оказались на территории, подконтрольной белым, антиколчаковские красные партизаны стали нападать и на американцев (описано в мемуарах Грэвса У. Американская авантюра в Сибири (1918—1920). В частности — казни красных партизан). В результате ответных карательных действий, в Приморье скоро были сформированы крупные силы красных, достигавшие нескольких тысяч человек. Что силы атамана Семёнова, что силы Гревса достаточно жестко относились к красным партизанам.
После поражения Русской армии в конце 1919 года пребывание иностранных сил на российской территории потеряло смысл. Последний американский солдат покинул российский Дальний Восток 1 апреля 1920 года.
Последние члены Американского экспедиционного корпуса, сам Грейвс и его штаб покинули Владивосток 23 апреля 1920 года.

## Потери
Американский экспедиционный корпус в боевых действиях практически не участвовал. Последние боевые потери контингент понёс 9 января 1920 года, когда на станции Посольская взвод роты M 27-го пехотного полка был обстрелян бронепоездом семёновских казаков под командованием генерала Богомольца и потерял 2 солдат убитыми и 2 ранеными. Основные же потери корпуса были связаны с морозной погодой зимой 1919-1920 года – непривычные к холодам американцы умирали от холода и болезней. Всего в боевых действиях на востоке России американский корпус потерял 48 военнослужащих убитыми и 52 ранеными, ещё 122 человека погибли от несчастных случаев и болезней. Последний американский солдат покинул Россию 1 апреля 1920 года, спустя 19-месячный период оккупации.